# Temporada 2000-01 de los Boston Celtics
La temporada 2000-01 fue la quincuagésimo quinta de los Boston Celtics en la NBA. La temporada regular acabó con 36 victorias y 46 derrotas, acabando novenos de la Conferencia Este, no logrando clasificarse para los playoffs.

## Elecciones en el Draft
| Ronda | Puesto | Jugador      | Posición  | Nacionalidad | Universidad/Club |
| ----- | ------ | ------------ | --------- | ------------ | ---------------- |
| 1     | 11     | Jérôme Moïso | Ala-Pívot | Francia      | UCLA             |

## Temporada regular
| División Atlántico   | División Atlántico | División Atlántico | División Atlántico | División Atlántico | División Atlántico | División Atlántico | División Atlántico | División Atlántico |
| Equipo               | G                  | P                  | %                  | PD                 | Casa               | Fuera              | Div                |                    |
| -------------------- | ------------------ | ------------------ | ------------------ | ------------------ | ------------------ | ------------------ | ------------------ | ------------------ |
| y-Philadelphia 76ers | 56                 | 26                 | .683               | –                  | 29–12              | 27–14              | 18–6               |                    |
| x-Miami Heat         | 50                 | 32                 | .610               | 6                  | 29–12              | 21–20              | 15–10              |                    |
| x-New York Knicks    | 48                 | 34                 | .585               | 8                  | 30–11              | 18–23              | 16–9               |                    |
| x-Orlando Magic      | 43                 | 39                 | .524               | 13                 | 26–15              | 17–24              | 14–10              |                    |
| e-Boston Celtics     | 36                 | 46                 | .439               | 20                 | 20–21              | 16–25              | 11–13              |                    |
| e-New Jersey Nets    | 26                 | 56                 | .317               | 30                 | 18–23              | 8–33               | 8–16               |                    |
| e-Washington Wizards | 19                 | 63                 | .232               | 37                 | 12–29              | 7–34               | 3–21               |                    |

## Estadísticas

### Temporada regular
| Jugador          | PJ | PT | MPP  | %TC  | %3P  | %TL  | RPP | APP | ROB | TPP | PPP  |
| ---------------- | -- | -- | ---- | ---- | ---- | ---- | --- | --- | --- | --- | ---- |
| Paul Pierce      | 82 | 82 | 38.0 | .454 | .383 | .745 | 6.4 | 3.1 | 1.7 | .8  | 25.3 |
| Antoine Walker   | 81 | 81 | 41.9 | .413 | .367 | .716 | 8.9 | 5.5 | 1.7 | .6  | 23.4 |
| Bryant Stith     | 78 | 74 | 32.1 | .401 | .376 | .845 | 3.6 | 2.2 | 1.2 | .2  | 9.7  |
| Kenny Anderson   | 33 | 28 | 25.7 | .388 | .333 | .831 | 2.2 | 4.1 | 1.3 | .1  | 7.5  |
| Vitaly Potapenko | 82 | 7  | 23.2 | .476 |      | .728 | 6.0 | .8  | .6  | .3  | 7.5  |
| Eric Williams    | 81 | 11 | 21.5 | .362 | .331 | .714 | 2.6 | 1.4 | .8  | .2  | 6.6  |
| Tony Battie      | 40 | 25 | 21.1 | .537 | .000 | .638 | 5.8 | .4  | .7  | 1.5 | 6.5  |
| Milt Palacio     | 58 | 6  | 19.7 | .472 | .333 | .848 | 1.8 | 2.6 | .8  | .0  | 5.9  |
| Doug Overton†    | 7  | 1  | 20.6 | .341 | .250 | .636 | 2.1 | 2.7 | .6  | .0  | 5.4  |
| Chris Carr       | 35 | 0  | 8.8  | .473 | .459 | .767 | 1.3 | .3  | .1  | .1  | 4.8  |
| Randy Brown      | 54 | 35 | 22.9 | .422 | .000 | .575 | 1.8 | 2.9 | 1.1 | .2  | 4.1  |
| Mark Blount      | 64 | 50 | 17.2 | .505 |      | .697 | 3.6 | .5  | .6  | 1.2 | 3.9  |
| Rick Brunson†    | 7  | 0  | 20.3 | .286 | .182 | .444 | 1.3 | 3.4 | 1.0 | .1  | 3.7  |
| Chris Herren     | 25 | 7  | 16.3 | .302 | .291 | .750 | .8  | 2.2 | .6  | .0  | 3.3  |
| Walter McCarty   | 60 | 3  | 8.0  | .357 | .339 | .786 | 1.4 | .7  | .2  | .1  | 2.2  |
| Adrian Griffin   | 44 | 0  | 8.6  | .340 | .346 | .750 | 2.0 | .6  | .4  | .1  | 2.1  |
| Jérôme Moïso     | 24 | 0  | 5.6  | .400 | .000 | .423 | 1.8 | .1  | .1  | .2  | 1.5  |

- † Indica jugador que perteneció a más de una plantilla durante la temporada. Las estadísticas solo reflejan su paso por los Celtics.